# 地心历险记2：神秘岛
《地心冒險2：神秘島》（英語：Journey 2: The Mysterious Island）是一部2012年2月上映的美國奇幻冒險3D電影，由加拿大導演布拉德·佩顿執導，為2008年的電影《地心冒險》的續集。根據法國作家儒勒·凡爾纳的科幻小說《神秘島》改編。

## 剧情
西恩·安德森（喬許·哈卻森飾）潛入衛星基地接收微弱的廣播訊號，試圖逃脫時遭警方逮捕。繼父漢克·帕森斯（巨石強森飾）陪同下帶回家，兩人關係不甚融洽。西恩嘗試解開神秘廣播所傳達的不連貫字詞，漢克欲拉近與西恩的距離一起解開密碼，揭露《金銀島》、《格列佛遊記》和儒勒·凡爾納的《神秘島》三本書中所述說皆為同一島嶼。漢克將撕下三本書的地圖合而為一，顯現出完整的神秘島和座標。西恩相信訊息是失蹤多年的爺爺傳送給他，且找到神秘島，位於帛琉附近的海域。西恩準備前往，漢克為說服他神秘島並不存在，於是答應陪同與去。
一抵達帛琉，無人願意載他們到危險海域。無財不賺的哥布多（路易·古茲曼飾）耳聞，不顧女兒凱蘭妮（凡妮莎·哈金斯飾）反對，即答應用他的私人直升機出發，西恩對凱蘭妮亦一見鍾情。同行四人搭載直升機起飛不久，發現一個龍捲風暴。哥布多和其他人都說要立即回頭，但西恩卻說要飛進那個風暴，而且他們已經進入風暴範圍，不能擺脫那個風暴。因此直升機飛進龍捲風後，不堪摧毀而解體眾人墜機。
醒來後，發現身處於無人的陌生海灘，眾人往洞穴爬出口而知，他們抵達了神秘島。島嶼上，熟知的大型動物都縮小，反之亦然，昆蟲都變得超巨大，眾人恍覺原來就是這些生物激發《格列佛遊記》的靈感。旅程中，西恩意外踩破巨型蜥蜴的蛋，其後哥布多掉進快孵化的蜥蜴蛋內，觸怒母蜥蜴，在叢林裏展開了追逐戰。千鈞一髮之際，西恩失聯已久的爺爺亞歷山大（米高·肯恩飾）出場救大家。爺爺帶大家回到叢林小屋過夜，漢克和西恩的爺爺互不對盤，但求救電話的衛星無線電信號只能兩個星期發送一次，於是決定留在小屋。
隔日，爺爺帶領眾人來到埋藏在叢林深處的失落之地亞特蘭提斯遺址。神秘島原來受火山地殼激烈變動影響，每一百四十年會周期性的陸沉與上升，距下一段周期開始還有多年時間。漢克注意到島嶼正加劇發生土壤液化的現象，證實結論是錯誤的，而島嶼在數天內將完全沉沒。眾人開始展開逃出島嶼的旅程，找到《海底兩萬里》裡尼莫船長的墳墓，記載著潛艇鸚鵡螺號的所在地，能順利逃出的唯一希望。前往尋找鸚鵡螺號途中，遭遇許多危險的重重阻礙，眾人搭載巨型蜜蜂穿越山嶺，遭到巨大蜂鳥的襲擊，經過一番追逐終於擺脫蜂鳥，但西恩為向蜂鳥報復，不小心弄傷腿，而短暫休憩。
早晨眾人醒來，海平面上升比預期的快，而哥布多脫隊失蹤。原來哥布多仍記掛着要為籌女兒學費，獨自返回錯失的金火山，也就是《金銀島》提及的金山所在。於是分成兩路，西恩和漢克繼續往鸚鵡螺號前進，爺爺和凱蘭妮去尋找她的爸爸哥布多。西恩兩人抵達潛艇入口，但已被快速上升的海水淹沒，僅能潛下水面找尋。使用簡單的潛水設備，找到鸚鵡螺號之餘，還要避開火力十足的電鰻攻擊。凱蘭妮找到爸爸並說服他一起離開，三人達到所在地，但此刻陸沉快速至無處可立。潛艇久未啟動，電池早已耗損，漢克挺身至外用魚叉射向電鰻截取電力，成功重新啟動鸚鵡螺號，順利逃出。
六個月後，哥布多藉由鸚鵡螺號成為帛琉當地的導遊指標，也有足夠資金讓女兒凱蘭妮到美國上大學，順道就近和西恩交往。西恩生日當天，爺爺給西恩另一本凡爾納小說《從地球到月球》作為禮物，計畫為下一段旅程展開序幕。

## 演員
| 演員                          | 角色                                             | 備註                                            |
| 巨石強森 Dwayne Johnson       | 漢克·帕森斯 Hank Parsons                         | 西恩繼父 在和西恩解出摩斯電碼後，共同前往神秘島 |
| 喬許·哈契森 Josh Hutcherson   | 西恩·安德森 Sean Anderson                        | 漢克繼子 對發現神秘島的爺爺深信不疑             |
| 米高·肯恩 Michael Caine       | 亞歷山大·安德森 Alexander Anderson               | 西恩祖父 探險家，發現神秘島後便生活於此         |
| 凡妮莎·哈金斯 Vanessa Hudgens | 凱蘭妮·拉瓜頓 Kailani Laguatan                   | 哥布多女兒 令西恩一見鍾情                       |
| 路易·古茲曼 Luis Guzmán       | 哥布多·「多多」·拉瓜頓 Gabato "Gabby" Laguatan   | 凱蘭妮父親 個性脫線的帛琉導遊，愛女心切         |
| 克里斯汀·戴维斯 Kristin Davis | 伊莉莎白·「莉茲」·帕森斯 Elizabeth "Liz" Parsons | 西恩母親，漢克妻子 和漢克再婚                   |

## 制作
影片在夏威夷群島中面積第三大的島嶼——歐胡島中的八個地方進行拍攝，主要拍攝地為Waimea Valley和Kualoa Ranch；另外從2011年1月10日至2月10日也在北卡羅來納州的威明頓進行了一些拍攝。

## 評价
媒体综评41分，烂番茄新鲜度42%，口碑一般。
“典型的全家歡式家庭影片，别期望劇情能有什麼深度，就專心沉醉於華麗的視覺效果和兩位主角之間風趣的打鬧吧”，“一部有趣但絕不滑稽的家庭影片，出色的特技在某種程度上彌補了諸位主角的“夢遊游”演技”，“3D效果一如既往，但劇情的無腦狀態嚴重玷污了凡爾納的名號”。

## 票房
美國首周末三天票房為2755萬美元，名列第三。中國大陸票為3.8733億人民幣。全球累計3.23億美元。
| 上一届： 《世紀末光煞》 | 2012年香港一週票房冠軍 第3週 第4週                    | 下一届： 《逆戰》 |
| 上一届： 《碟中谍4》    | 2012年中国大陸一周票房冠军 第7-8周（2月13日—2月26日） | 下一届： 《战马》 |

## 續集
《地心冒險3：飛向月球》繼續由原班人馬出演。2014年8月時，劇組人員宣佈本劇的兩位編劇凯莉·海斯跟查德·海斯已着手編寫續集的劇本。2015年，本劇的兩位製作人布萊德·派頓跟巨石強森會為續集分別導演及尋找演員。其後再有宣佈續集不只一集，而是會有兩集。
2018年1月，地心3的计划被证实已取消。